# Epimyrma africana
Epimyrma africana é uma espécie de formiga da família Formicidae. É endémica da Argélia.